# Gaylussacia gardneri
Gaylussacia gardneri är en ljungväxtart som beskrevs av Meissn. Gaylussacia gardneri ingår i släktet Gaylussacia och familjen ljungväxter. Inga underarter finns listade i Catalogue of Life.